# Znak miłości (film 1988)
Znak miłości (tytuł oryginalny: Sinjali i dashurisë) – albański krótkometrażowy film fabularny z 1989 roku, w reżyserii Besnika Bishy.

## Opis fabuły
Historia miłości Any i Artana. Próby podejmowane przez Anę, aby Artan zwrócił na nią uwagę, wydawały się bezowocne. Wypadek powoduje, że Artan traci możliwość normalnego życia. Tylko Ana wierzy, że jej miłość pozwoli mu odzyskać pełną sprawność fizyczną. Pomoc dla Artana staje się sensem jej życia.
Film realizowano w Tiranie.

## Obsada
- Herion Mustafaraj jako Artan
- Anila Karaj jako Ana